# Нолде (Нідерланди)
Нолде (нід. Nolde) — селище в нідерландській провінції Дренте. Входить до муніципалітету Де-Волден.